# Palais Larisch-Mönnich
Le Palais Larisch-Mönnich est un palais familial, qui a été achevé pour le compte du propriétaire terrien Johann Graf Larisch-Moennich en 1868. De style éclectique, il se trouve dans le quartier d'Innere Stadt à Vienne. Aujourd'hui, l'ambassade irakienne est logée dans le palais. 

## Histoire
Le palais Larisch-Mönnich a été planifié et construit en 1867 par les architectes August Sicard von Sicardsburg et Eduard van der Nüll pour Johann Graf Larisch-Moennich. Il a été achevé par Karl Stattler après la mort des deux architectes en 1868 . Le palais est conçu dans le style du maniérisme français et correspond au style des maisons aristocratiques de la seconde moitié du XIXe siècle, bien qu'il ne soit utilisé que comme résidence pour une seule famille . 
Dans la période d'après-guerre, le palais abritait une organisation culturelle soviétique. En 1970, le bâtiment historiciste a été converti en ambassade irakienne . Le siège de l'espionnage irakien pour toute l'Europe aurait été situé dans ce palais . De 1996 à 2003, les fonds du programme humanitaire pétrole contre nourriture, qui ont été traités par l’ambassade, auraient été détournés par le gouvernement irakien sous la direction de Saddam Hussein. Après une phase de rénovation de deux ans de 2011 à 2013, le bâtiment est à nouveau utilisé comme ambassade d'Irak . 

## Source de traduction
- (de) Cet article est partiellement ou en totalité issu de l’article de Wikipédia en allemand intitulé « Palais Larisch-Mönnich » (voir la liste des auteurs).